# Флаг Мадагаскара
Флаг Мадагаскара (с 1958 — автономная Мальгашская Республика, с 1960 — Малагасийская Республика, с 1975 — Демократическая Республика Мадагаскар, с 1992 — Республика Мадагаскар) (фр. drapeau de Madagascar, малаг. sainan'i Madagasikara) был принят 21 октября 1958 года во время подготовки к референдуму о статусе страны относительно Франции, за два года до обретения независимости.
Цвета флага символизируют историю Мадагаскара, стремление к независимости и традиционные классы общества.
Красный и белый были цветами Королевства Мерина (мерина — крупнейшая этническая группа в составе малагасийского народа), которое было завоевано Францией в 1896 году. Эти цвета использовались на знамени последнего монарха королевства, королевы Ранавалоны III. Возможно, они происходили от красно-белых цветов флагов государств  Зондского архипелага.
Зелёный был цветом племени ховов — крестьянских общинников, сыгравших важную роль в антифранцузской агитации и в национально-освободительном движении.

## Вариации

### Этнические
- 2:3 Флаг народа Мерина (с 1997)[3]

### Военные
- 2:3 Флаг начальника штаба армии в звании бригадного генерала.
- 2:3 Флаг начальника штаба армии в звании дивизионного генерала.
- 1:2 Вымпел начальника штаба Морской авиации в звании коммодора или ниже
- 1:2 Вымпел начальника штаба Морской авиации в звании контр-адмирала.
- 1:2 Вымпел начальника штаба ВВС ВМФ в звании вице-адмирала.
- 1:2 Вымпел командира военно-морской группы
- 1:2 Вымпел командира военно-морской базы
- 1:20 Вымпел корабля

## Исторические флаги
- 2:3 Флаг Королевства Антанкарана
- 2:3 Королевства Антонгила
- 2:3 Флаг Королевства Боина
- 2:3  Флаг Королевства Менабе
- 2:3 Флаг Королевства Таматаве (1750—1819)
- 2:3 Флаг Королевства Таматаве (1819—1822)
- 2:3 Флаг Королевства Таматаве (1822—1826)
- 2:3 Флаг Королевства Таматаве (1826—1828)
- 2:3 Флаг Королевства Танибе (1822—1826)
- 2:3 Штандарт Королевства Имерина (1787–1885)
- 2:3 Флаг Королевства Имерина (1810–1885)
- 2:3 Флаг Малагасийского протектората
- 2:3 Флаг Франции, использовавшийся в колониальный период

### Президентский штандарт

#### Малагасийская республика
- 2:3  1959
- 2:3   1959–1972, лицевая сторона
- 2:3   1959–1972, обратная сторона
- 2:3  1972–1975, лицевая сторона
- 2:3  1972–1975, обратная сторона

#### Демократическая Республика Мадагаскар
- 2:3  1976–1993, лицевая сторона
- 2:3  1976–1993, обратная side

#### Третья Республика
- 2:3  1993–1996, лицевая сторона
- 2:3  1993–1996, обратная сторона
- 2:3  1998–2002, лицевая сторона
- 2:3   1998–2002, обратная сторона